# Wendy Williams (tuffatrice)
Wendy Lian Williams Champion (Saint Louis, 14 giugno 1967) è un'ex tuffatrice statunitense.

## Biografia
È nata a Saint Louis nello Stato federato del Missouri.
Ha rappresentato gli Stati Uniti d'America ai Giochi olimpici di Seul 1988, vincendo la medaglia di bronzo nel concorso dei tuffi dalla piattaforma 10 metri.
Dopo il ritiro dalle competizioni agonistiche è stata colpita da un disturbo depressivo.

## Palmarès
- Giochi olimpici

Seul 1988: bronzo nella piattaforma 10 m.
- Campionati mondiali di nuoto

Perth 1991: bronzo nella piattaforma 10 m;
- Vincitrice della Coppa del Mondo della piattaforma 10 m nel 1989